# Ernst Gerhard Kausen
Ernst Gerhard Kausen (né le 5 décembre 1948 à Rheinhausen près de Duisbourg) est un mathématicien, informaticien et linguiste allemand.

## Biographie
Après son baccalauréat au lycée Amplonius de Rheinberg, Ernst Kausen étudie les mathématiques, la physique et l'informatique aux universités de Gießen et de Hanovre. Il obtient son doctorat en 1976 dans le domaine des mathématiques (analyse complexe) sous la direction de Wolfgang Rothstein, Klaus Kopfermann et Horst Tietz à Hanovre. Il étudie également l'égyptologie, les langues orientales anciennes et la linguistique comparée à l'université de Göttingen de 1972 à 1976.
De 1977 à 1982, Ernst Kausen est directeur informatique dans une entreprise américaine active au niveau mondial.
De 1982 à 2014, il est professeur de mathématiques et d'informatique théorique à l'université des sciences appliquées de Gießen-Friedberg (depuis 2010, université des sciences appliquées de Hesse centrale) ; il prend sa retraite le 1er mars 2014. En outre, il travaille depuis 1977 comme linguiste spécialisé dans les langues orientales anciennes et la linguistique comparée.
En 2016, il est qualifié d'érudit universel par le quotidien Die Welt.

## Publications

### Mathématiques
- 1976. Principe du maximum, capacité et continuation des ensembles analytiques, Thèse de doctorat de l'université technique de Hanovre.
- 1986. Statistiques sur le C 64, avec Walter Bachmann, Westermann, Braunschweig,  (ISBN 3-14-138822-9).
- 1989. Mathématiques numériques avec TURBO-Pascal, Hüthig, Heidelberg,  (ISBN 3-7785-1477-6) (3e édition corrigée et étendue, Mathematica Verlag, Gießen, 1994,  (ISBN 1-80634-081-X)).

### Égyptologie
- 1985. « La stèle de la victoire du pharaon Pije (Pianchi) », dans Otto Kaiser (éd.) : Textes de l'environnement de l'Ancien Testament, Volume 1 : Documents juridiques et économiques. Textes historiques et chronologiques, Livraison 6 : Textes historico-chronologiques, Partie 3 : Gütersloher Verlags-Haus Gerd Mohn, Gütersloh 1985,  (ISBN 3-579-00065-9), p. 557 et suivantes.
- 1988 : « Le rituel quotidien du temple dans l'Égypte ancienne », dans : Otto Kaiser (éd.) : Textes de l'environnement de l'Ancien Testament, Volume 2 : Textes religieux, Livraison 3 : Rituels et incantations, Partie 2 : Gütersloher Verlags-Haus Gerd Mohn, Gütersloh, 1988,  (ISBN 3-579-00068-3).

### Linguistique
- 2012. Les langues indo-européennes. De la préhistoire à l'époque contemporaine, Buske, Hambourg, 2012,  (ISBN 978-3-87548-612-4).
- 2013. Les familles de langues du monde, Partie 1 : Europe et Asie. Buske, Hambourg, 2013,  (ISBN 978-3-87548-655-1).
- 2014. Les familles de langues du monde, Partie 2 : Afrique - Indo-Pacifique - Australie - Amérique, Buske, Hambourg, 2014,  (ISBN 978-3-87548-656-8).
- 2016. Ernst Kausen raconte : Les langues du monde, Livre audio, 4 CD avec supplément, Éd. Klaus Sander, supposé, Berlin, 2016,  (ISBN 978-3-86385-013-5)[2].
- 2020. Les familles de langues du monde, 2 parties, Édition spéciale, Buske, Hambourg, 2020,  (ISBN 978-3-96769-046-0).
- 2006. La langue des Zaza, (texte intégral en fichier PDF)
- 2013. La famille des langues indo-européennes et la reconstruction de leur langue originelle, Nouvelles linguistiques, no 57, I/2013.
- 2014. « Franz Bopp et les fondements de l'indo-européanisme », dans : Edelsteine - 107 Sternstunden deutscher Sprache. IFB Verlag Deutsche Sprache, Paderborn.
- 2015. Les langues chibcha. Amerindian Research - Revue des cultures amérindiennes de l'Alaska à la Terre de Feu. Volume 10, 4/2015, no 38.
- 2018. Les langues de Sicile, Article paru dans WELT et WELT online, 3 septembre 2018.
- 2019. Les langues d'Afrique, Article dans WELT et WELT online, 22 février 2019.
- 2021. Les langues et les peuples d'Afghanistan, Article dans WELT online, 22 novembre 2021.
- 2022. L'ukrainien - une langue slave orientale à part entière, Publié sous le titre Le grand mensonge du « linguiste » Poutine en tant qu'article dans WELT online (8.3.2022) et WELT (11.3.2022).